# 샌타앤나 바람

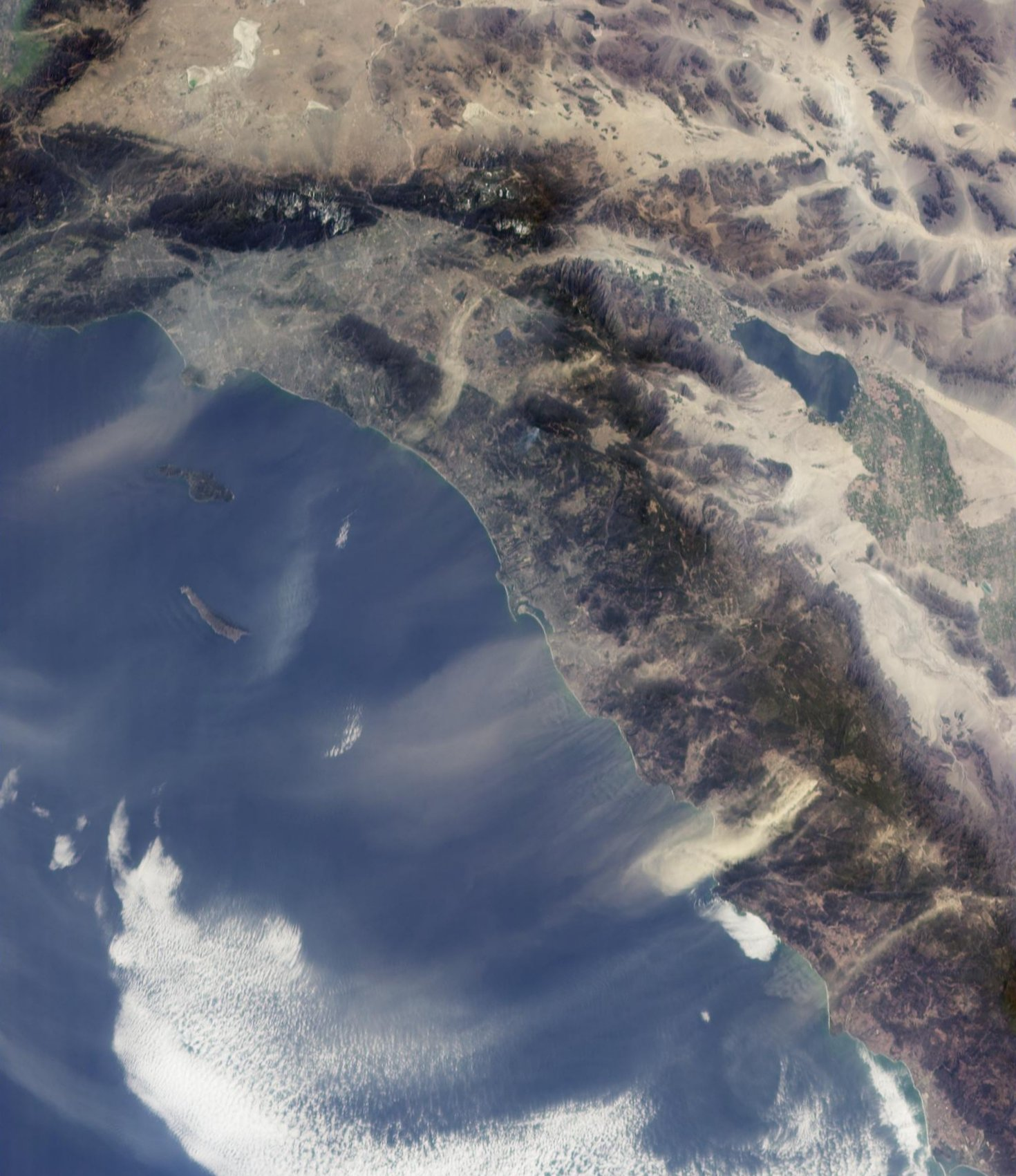
샌타앤나 바람은 사막과 남부 캘리포니아 연안에서 불어오는 바람으로 산불로 일어난 먼지와 연기를 태평양 너머 멀리까지 말려낸다. 사진 왼쪽 상단에는 로스앤젤레스가, 가운데에는 샌디에이고가 있다.

샌타앤나 바람(Santa Ana winds), 속칭 악마의 바람(devil winds)는 미국 내륙에서 발원해 남부 캘리포니아 연안과 바하칼리포르니아주 북부에 영향을 미치는 강하고 건조한 활강풍이다. 이 바람은 그레이트베이슨에서 만들어진 차갑고 건조한 고기압 기단에서 발생한다.
샌타앤나 바람은 종종 1년 중 가장 더운 날을 찍기도 하는 가을에 발생하는 덥고 건조한 기후를 형성하기로 유명하지만, 연중 다른 시기에도 언제든지 샌타앤나 바람이 불 수 있다. 샌타앤나 바람은 종종 남부 캘리포니아 연안에 연중 가장 건조한 낮은 습도를 만들고 "아름답게 갠 하늘"을 가져온다. 이런 낮은 습도는 따뜻하고 압축가열된 기단과 강한 풍속이랑 합쳐져서 화재에 매우 치명적인 기상 조건을 만들어 매우 강한 산불을 부채질한다.
보통 샌타앤나 바람은 매년 약 10~25회 발생한다. 샌타앤나 바람은 한번 불면 하루에서 7일 정도 지속되며 평균 3일 정도 지속된다. 기록상 가장 오래 지속된 샌타앤나 바람은 1957년 11월 발생한 14일간의 강풍이다. 강풍으로 오렌지군의 샌타애나강 유역, 벤투라군과 로스앤젤레스군의 샌타클라라강 유역, 뉴홀 고개를 따라 로스앤젤레스군의 샌퍼낸도밸리로, 카존 고개를 통해 샌버너디노와 폰태나 인근의 샌버너디노군군에 여러 피해를 준다.

## 같이 보기
- 남부 캘리포니아의 지리
- 캘리포니아주의 기후 변화
- 엘니뇨 남방진동

## 참고 문헌
- Stephenson, Terry E. (January 1943). “The Santa Ana Wind”. 《California Folklore Quarterly》 (Western States Folklore Society) 2 (1): 35–45. doi:10.2307/1495654. ISSN 1556-1283. JSTOR 1495654.